# Rectoria de Timoneda
La Rectoria de Timoneda és una edificació adossada a l'església parroquial de Santa Eulàlia de Timoneda, situada al poble de Timoneda pertanyent al municipi de Lladurs, a la comarca catalana del Solsonès. És una edificació inventoriada en sol no urbanitzable que està sotmesa una protecció especial.